# Dave Dowle
David 'Duck' Dowle (20. října 1953, Londýn, Anglie, Spojené království) je anglický bubeník, který hrál například se skupinami Brian Auger's Oblivion Express, Streetwalkers, Whitesnake, Runner, Midnight Flyer nebo Bernie Marsden.

## Diskografie

### Brian Auger's Oblivion Express
- Reinforcements (1975)

### Whitesnake
- Snakebite (EP, 1978)
- Trouble (1978)
- Lovehunter (1979)
- Live At Hammersmith (1980)

### Runner
- Runner

### Midnight Flyer
- Midnight Flyer
- Rock 'n' Roll Party